# Ronald Fraser
Ronald Fraser (n. 11 aprilie 1930 – d. 13 martie 1997) a fost un actor englez de film.